# Alvar Thiel
Alvar Thiel (Estocolmo, 23 de fevereiro de 1893 — 1 de outubro de 1973) foi um velejador sueco, medalhista olímpico. Ele competiu nos Jogos Olímpicos de Verão de 1912 na classe 8 Metre e conquistou a medalha de prata na disputa a bordo do Sans Atout com Bengt Heyman, Emil Henriques, Herbert Westermark e Nils Westermark.
Ele se formou na Escola de Economia de Estocolmo em 1913, tornou-se gerente na NK em 1915 e escriturário no Skandinaviska banken em 1916. Thiel também foi diretor do Stockholms Enskilda Bank em Uppsala.